# 情報!Sセンス!
『情報!Sセンス!』（じょうほうエスセンス）とはかつて札幌テレビ（STVテレビ）にて放送されていたNNNニュースダッシュの北海道ローカルパートにあたる平日昼前のニュース・情報番組。

## 出演者

### メインキャスター
- 矢野聖子（STVアナウンサー、2004年まで）
- 岡崎和久（STVアナウンサー）
- 岡本博憲（同上）

### 天気予報
- 猪股竜彦（気象予報士）
- 石掛貴人（同上）

## 放送時間
- 2000年10月2日 - 2005年9月30日 月曜日 - 金曜日 11:30 - 12:00（JST）
  - 『NNNニュースダッシュ』（11:30 - 11:40）を一括内包。本編は11:40から。